# Palazzo Querini Papozze

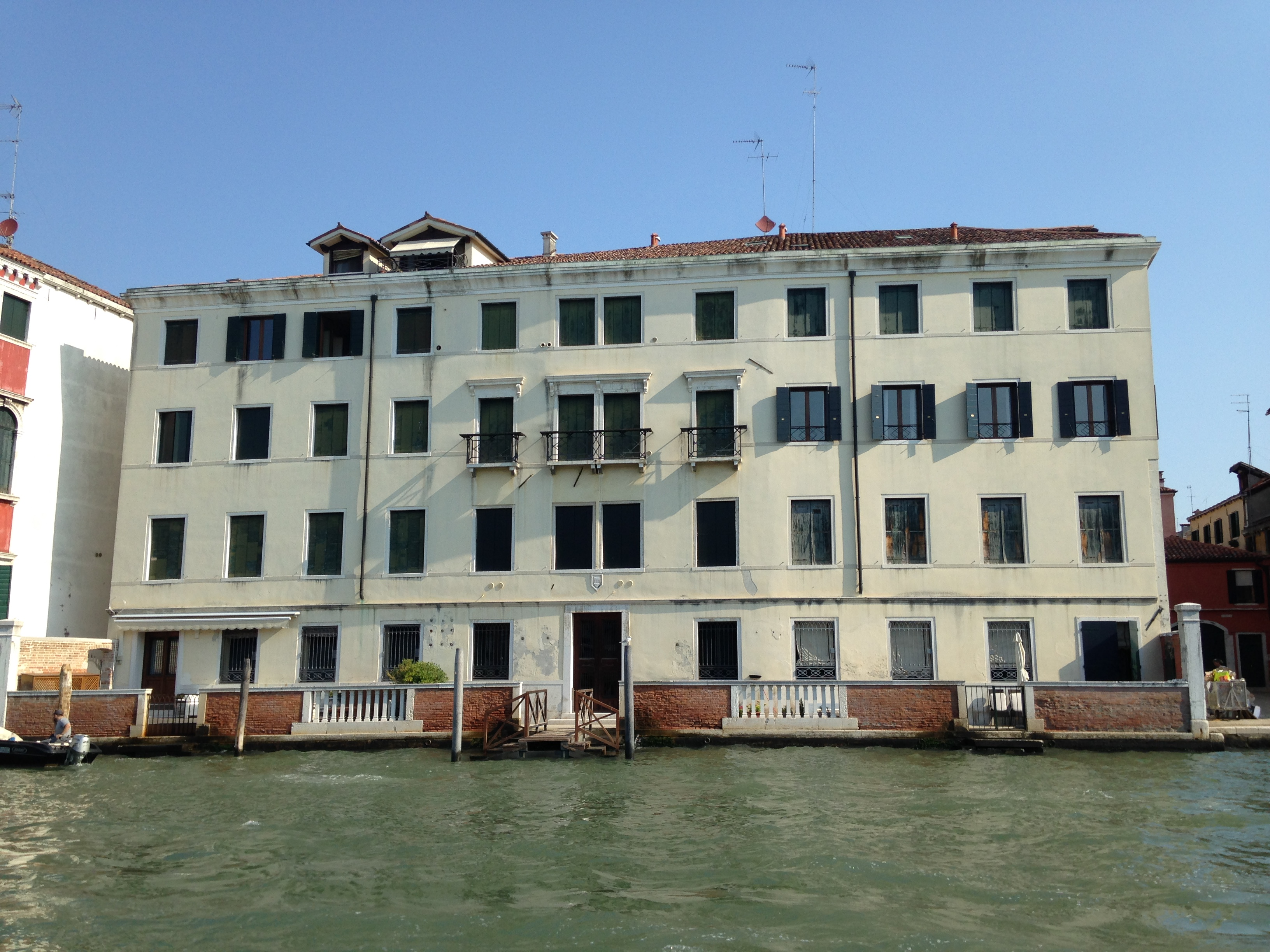
Palazzo Querini Papozze

Palazzo Querini Papozze ist ein Palast in Venedig in der italienischen Region Venetien. Er liegt im Sestiere Cannaregio mit Blick auf den Canal Grande zwischen dem Palazzo Correr Contarini Zorzi und dem Palazzo Emo.

## Geschichte
Das Gebäude wurde für die Familie Querini errichtet, denen es bis zum 19. Jahrhundert gehörte. Heute ist es in einzelne Wohnungen aufgeteilt. Ursprünglich wurde der Palast in byzantinischer Architektur im Stil eines „Fondaco“ (Lagerhaus) errichtet und dann in der Gotik und Renaissance umgebaut. Am 21. Oktober 1815 wurde er durch einen Brand teilweise zerstört. Nach diesem Ereignis wurde er in vollkommen anderem Stil wieder aufgebaut.

## Beschreibung
Der Bau ist durch eine weiße, sehr breite, aber einfache, funktionale Fassade charakterisiert. Er zeichnet sich durch eine Abfolge einfacher, rechteckiger Fenster aus und durch einen ausgedehnten Garten auf der Rückseite. Die Hauptfassade, die kaum architektonischen Wert besitzt, zeigt zum Canal Grande hinaus und wird durch eine private Fondamenta begrenzt. Sie wurde nach dem Brand 1815 errichtet und unterscheidet sich mit seiner Serialität von allen anderen. Sie hat 43 Fenster und drei Türen. Von dem alten Gebäude sind nur ein Brunnen im Hof und eine Veranda nach hinten erhalten. Das Wappen der Querinis an der Fassade ist eine moderne Kopie. Der große Garten hinter dem Palast hat als Besonderheit eine Brücke, die im 19. Jahrhundert in einem Stil voller Reverenzen an den chinesischen Geschmack, in Übereinstimmung mit der damaligen Mode, errichtet wurde.